# Khaji Sonnenahalli, Bangalore South
Khaji Sonnenahalli là một làng thuộc tehsil Bangalore South, huyện Bangalore Urban, bang Karnataka, Ấn Độ.